# Interregional Călători
Az Interregional Călători (IRC) (korábban Regional, illetve Via Terra Spedition) egy romániai, vasúti szállítással foglalkozó vállalat. A céget 2003-ban alapították, székhelye Kolozsváron van. A Via Terra Group szállítmányozási csoport tagja.
Az alábbi romániai vasútvonalakon biztosítja a személyszállítást:
- 316 - Vaskoh - Hollód - Illye
- 406 - Beszterce - Borgóbeszterce
- 401 - Beszterce - Kolozsvár
- 413 - Nagyvárad - Margitta - Szilágysomlyó - Sarmaság
- 334 - Nagyvárad - Körösszeg